# Seleção Andorrana de Voleibol Masculino
A seleção andorrana de voleibol masculino é uma equipe europeia composta pelos melhores jogadores de voleibol de Andorra. A equipe é mantida pela Federação Andorreana de Voleibol (Federació Andorrana de Voleibol). Andorra não consta no ranking mundial da FIVB segundo dados de 4 de janeiro de 2012. 